# Zonder twijfel
Zonder twijfel is een cabaretprogramma uit 1981 van de Nederlandse cabaretgroep Cabaret Nar (N.A.R.). Deze groep bestond uit Youp van 't Hek, Aletta de Nes en Hans van Gelder. Op 5 februari 1981 ging het programma in première in Theater Bellevue in Amsterdam, onder regie van Pieter van Empelen. Zonder Twijfel was het achtste cabaretprogramma van NAR. De titel van het programma is ontleend aan een gedicht van Petrus Augustus de Génestet. De teksten zijn van Youp van 't Hek en Ivo de Wijs, de muziek onder andere van Hans van Gelder.
NAR wilde het traditionele patroon van liedjes/sketches doorbreken met het introduceren van een verhaallijn. Ze omschreven de voorstelling zelf als 'chaos', met daarin een lichte vorm van engagement.
De voorstelling bestaat uit twee delen. Vóór de pauze is er sprake van een mengeling van liedjes, sketches en conferences. Na de pauze draait het om het verhaal van de voormalig speelgoedhandelaar Van Dam (gespeeld door Van 't Hek). De reactionaire Van Dam verblijft in een inrichting en gaat tekeer tegen het publiek, terwijl de verpleegster (gespeeld door Aletta de Nes) en de arts (Hans van Gelder) proberen hem in toom te houden.
De nieuwe aanpak in deze voorstelling werd positief ervaren. De humor werd als bijtender en tegendraadser getypeerd.

## Album
In 1981 werd een langspeelplaat uitgebracht van de voorstelling. In 1991 en 2003 werd deze nogmaals uitgebracht, maar dan op CD.

### Kant 1
1. U denkt toch niet dat ik het allemaal weet (4:43)
2. Pasja (2:51)
3. Crisis (7:26)
4. Medische stand van zaken (1:57)
5. Rood van schaamte (1:25)
6. Jammer? (0:57)
7. Tunnel (3:08)

### Kant 2
1. Jonge lotgenoten (2:53)
2. Vicieuze cirkel (1:07)
3. Wonen (2:48)
4. De buurt (4:50)
5. Evert-Jan en Evelien (2:35)
6. Analyse (8:34)
7. Pippeloentje (1:47)